# Fly on the Wings of Love
A Fly on the Wings of Love (magyarul: Szállj a szerelem szárnyain) című dal volt a 2000-es Eurovíziós Dalfesztivál győztes dala, melyet a dán Olsen Brothers adott elő angol nyelven.

## Az Eurovíziós Dalfesztivál
A dal a február 19-én rendezett dán nemzeti döntőn nyerte el az indulás jogát, ahol dán nyelven, Smuk som et stjerneskud ("Szép, mint egy üstökös") címmel adták elő.
A dal egy közepes tempójú ballada, melyben az énekesek a női szépségről beszélnek.
A május 13-án rendezett döntőben a fellépési sorrendben tizennegyedikként adták elő, a spanyol Serafín Zubiri Colgado de un sueño című dala után, és a német Stefan Raab Wadde Hadde Dudde Da? című dala előtt. A szavazás során százkilencvenöt pontot szerzett, mely az első helyet érte a huszonnégy fős mezőnyben. Ez volt Dánia második, és eddig utolsó győzelme. Korábban 1963-ban nyertek, és a két győzelem között eltelt harminchét év rekordnak számít.
A következő dán induló Rollo & King Never Ever Let You Go című dala volt a 2001-es Eurovíziós Dalfesztiválon.
A következő győztes az észt Tanel Padar, Dave Benton & 2XL Everybody című dala volt.

## Slágerlistás helyezések
| Slágerlisták (2000) | Lh.* |
| ------------------- | ---- |
| Ausztria            | 11   |
| Belgium Flandria    | 16   |
| Dánia               | 1    |
| Hollandia           | 45   |
| Németország         | 7    |
| Norvégia            | 5    |
| Svájc               | 17   |
| Svédország          | 1    |

*Lh. = Legjobb helyezés.

## Külső hivatkozások
- Dalszöveg
- YouTube videó: A Fly on the Wings of Love című dal előadása a stockholmi döntőn